# Signario del Tos Pelat
El  signario del Tos Pelat  ( Moncada, Valencia) es en realidad un conjunto de fragmentos de  signarios ibéricos nororientales duales distribuidos en dos láminas de plomo de forma característica que aparecieron enrollados una dentro de la otra en 2003 en un contexto doméstico de la última fase del poblado ibérico del  Tos Pelat de la primera mitad del siglo IV a. C. Los diferentes fragmentos de signario están organizados por parejas de variantes de un mismo signo, donde excepto en un caso, la variante que lleva un trazo más, la variante compleja, la sorda en el caso de las oclusivas dentales y velares, aparece ante la variante simple, la sonora en el caso de las oclusivas dentales y velares. La lámina A presenta cuatro líneas de texto en la cara 2 (A2a1 y A2b1 en el texto más antiguo y A2A2 y A2b2 en el más moderno) en forma de palimpsesto que repiten la misma secuencia con un cierto desfase, mientras que la cara un solo presenta dos (A1a y A1b), tal como ocurre en la lámina B con una línea de texto en cada cara (B1 y B2).
- A2a1   ---]kigiúutodo[…][---
- A2b1:---]+ga++++tadatedeéekugu[---
- A2a2 ---]ŕřkigiúutodo+[..][---
- A2b2:      ---]+datatedeéetudukugu[---
- A1a ---]tu[.]++áakí+[-]+íitidióo[---
- A1b ---]++bol
- B1 ---]nóokogo+[---
- B2 ---]tadata+++ke+++[---

Este signario presenta características similares al signario del Castellet de Bernabé con el que comparte la característica de presentar dualidades no sólo en las oclusivas dentales y velares, sino también en las vocales y en algunas consonantes continuas. Con posterioridad se han publicado dos signarios rupestres de la Cerdaña, uno de Ger y otro de  Bolvir, que sólo presentan dualidades en las oclusivas dentales y velares.
El orden de los signos no coincide exactamente con ninguno de los otros signarios ibéricos conocidos, ni tampoco con el que se derivaría del signario de Espanca, del grupo meridional, que era el único signario paleohispánico conocido hasta la aparición de estos signarios ibéricos. Estas dos láminas no parece que se usaran en actividades relacionadas con el aprendizaje de la escritura, sino que se piensa que podrían tener una función votiva, como ocurre con los abecedarios de epigrafías contemporáneas a la ibérica.